# スルツバーガー湾

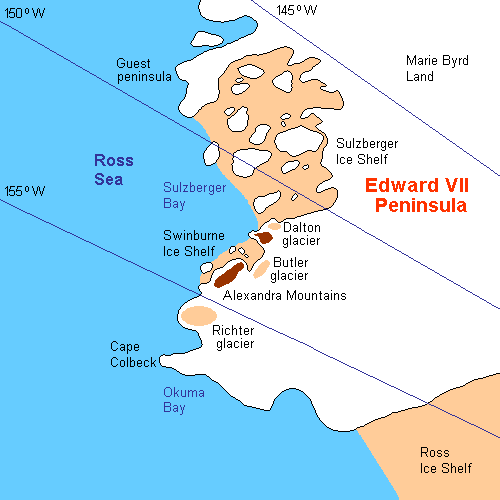
エドワード7世半島周辺の地図。

スルツバーガー湾（スルツバーガーわん、英: Sulzberger Bay）は、南極大陸西部（西南極）のマリーバードランド北西部にある湾。エドワード7世半島の東岸にあり、棚氷が湾を覆っている。

## 地理
スルツバーガー湾は、フィッシャー島とヴォルマー島の間に位置し、エドワード7世半島の沿岸の湾である。
1929年12月5日、リチャード・バードの南極探検により発見され、バード自身によりニューヨーク・タイムズの経営者アーサー・H・スルツバーガー（ザルツバーガー）（Arthur H. Sulzberger）の名前を取って名付けられた。スルツバーガーは1928年から1930年そして1933年から1935年の間にバードの探検を支援していた。

### スルツバーガー棚氷
スルツバーガー棚氷（英: Sulzberger Ice Shelf, 南緯77度0分 西経148度0分 / 南緯77.000度 西経148.000度）とはスルツバーガー湾にその前面が湾入している棚氷である。長さ約137 km (85 mi)、幅約80 km (50 mi)に及び、エドワード7世半島とゲスト半島の間にあるマリー・バードランド沿岸に面している。この棚氷は1928年から1930年の間に行われたバードの南極探検により発見、観測され、概略的な地図も作成されている。

### スルツバーガー海底盆地
スルツバーガー海底盆地（英: Sulzberger Basin, 南緯77度0分 西経152度30分 / 南緯77.000度 西経152.500度）とは、スルツバーガー湾と関連し名付けられたロス棚氷の中央にある海底盆地である。

## 氷山について
この棚氷からは、2011年の東北地方太平洋沖地震発生後、同年3月12日頃から数日間かけて氷山が分離した。震央から約13,600 kilometers (8,500 mi)離れた棚氷に津波が衝突したことと、この氷山分離が発生したことには関連があると研究者は考えている。主要な氷山はマンハッタン島ほどの大きさがあった。棚氷から分離した氷山全てを合わせると約125 km2（48 mi2）になる。棚氷の一部は1946年以来動きを見せていなかった。この津波は高々30 cm程度のものだったが、数十時間連続して押し寄せ棚氷に圧力をかけたため、氷山が発生したと考えられている。棚氷の崩落や南極の氷山発生は、ラーセン棚氷やウィルキンス棚氷のように温暖化が原因の1つであると従来考えられてきたが、地震による崩落も以前から伝えられてきた。今回の発表を行った研究者の1人、ノースウェスタン大学のエミール・オカール（Emile Okal）がサイエンス・デイリーに語ったところによると、「1868年9月には、太平洋側最南端に時期はずれの巨大な氷山が発生していたとのチリ政府高官の報告が存在する。のちにこの氷山発生は、その1ヶ月前に起きたアリカ地震の津波が原因であると考えられてきた。」と、津波と氷山発生の因果関係が以前から考察されてきた経緯を述べている。